# Denise Colomb
Denise Loeb, mit Künstlernamen Denise Colomb (* 1. April 1902 in Paris; † 1. Januar 2004 ebenda), war eine französische Fotografin, Schwester des Kunstsammlers und -händlers Pierre Loeb. Sie schuf hauptsächlich Porträts, insbesondere von Künstlern, fotografierte während ihrer Reisen aber auch Landschaften und Alltagsszenen sowie das Pariser Quartier des Halles. Sie gilt neben Roger André als eine der großen Porträtisten der Mitte des 20. Jahrhunderts.

## Leben
Denise Loeb studierte in der Violinenklasse des Conservatoire de Paris Violine. In den Jahren 1935 bis 1937 lebte sie mit ihrem Ehemann Gilbert Cahen in Indochina, wo sie sich der Fotografie widmete und ihre ersten Porträts anonymer Menschen schuf.
Im Zweiten Weltkrieg nahm sie den Künstlernamen Denise Colomb an. Sie unternahm zahlreiche Reisen, unter anderem auf eine Einladung von Aimé Césaire im Jahr 1948 auf die Antillen, später auch nach Indien, Israel und in verschiedene europäische Länder. Sie war Mitarbeiterin mehrerer Revuen wie beispielsweise Le Leicaïste, Regards, Le Photographe und Réalités und nahm Auftragsarbeiten für Point de vue-Images du Monde an.
Die Tätigkeit ihres Bruders Pierre Loeb, Besitzer der angesehenen „Galerie Pierre“ in der rue des Beaux-Arts in Saint-Germain-des-Prés, gestattete es ihr, Bekanntschaft mit zahlreichen Malern und Bildhauern zu schließen. Die Aufnahmen mit dem ständig beängstigten Antonin Artaud im Jahr 1947 führten zu ihrer Entscheidung, sich auf Künstlerporträts zu spezialisieren. Selbst schilderte die Fotografin diesen Moment folgendermaßen: „Er wechselte ständig den Ausdruck. Ich hatte kaum Zeit, aufzuladen und abzudrücken. Seine Hände waren ebenso tragisch wie sein Gesicht. Man hätte meinen können, er habe Handschellen. Ich war erschüttert.“
In den folgenden Jahrzehnten suchte sie unaufhörlich Maler und Bildhauer auf, um in ihren Werkstätten und in ihren Gesichtszügen dem Geheimnis der künstlerischen Schöpfung auf die Spur zu kommen. Die Begegnung mit Nicolas de Staël definierte Denise Colomb als den großen Schock ihrer Karriere. Im Jahr 1954, kurz vor dem Freitod des Malers, gelang es ihr, seine unruhige, besorgte Persönlichkeit und den in weiter Ferne verlorenen Blick festzuhalten.
Von Man Ray übernahm die Künstlerin die Technik der Pseudo-Solarisation, beispielsweise in dem Porträt Françoise (1957). Diese Arbeit verdeutlicht ebenfalls den Einfluss von Picasso, der in seinen Kopfbildnissen sehr häufig die Frontalansicht und das Profil des Modells gleichzeitig darstellte.
Das Spätwerk war von neuen Motiven geprägt, wie verschleierten Frauen, afrikanischen Masken und gläsernen Köpfen. Im Jahr 2002 wurde die Fotografin anlässlich ihres 100. Geburtstages durch Ausstellungen in mehreren Pariser Galerien geehrt.
Denise Loeb alias Colomb starb im Jahr 2004 im Alter von 101 Jahren in ihrer dem Musée Picasso gegenüber gelegenen Pariser Wohnung.
Sie war Großtante der Chansonsängerin, Schauspielerin und Regisseurin Caroline Loeb (* 1955) und des Schauspielers Martin Loeb (1959–2025).

## Werksauswahl
Denise Colomb übereignete ihr Werk im Jahr 1991 dem Staat Frankreich. Der „fonds Denise Colomb“ umfasst 52.000 Negative, 2.600 Originalabzüge und Dokumente aus dem persönlichen Besitz der Fotografin. Er wird unter der Schirmherrschaft der vom französischen Kultusministerium abhängigen Direction de l’architecture et du patrimoine von der Association Patrimoine photographique gewartet und aufbewahrt.
Künstlerporträts (1947–1998):
- 1947: Antonin Artaud
- 1949: Georges Braque
- 1949: Pierre Loeb
- 1950: Max Ernst
- 1950: Alexander Calder
- 1952: Picasso à la fenêtre
- 1952: Picasso dans son atelier avec les chouettes
- 1952: Picasso au musée Grimaldi à Antibes
- 1953: Zao Wouki
- 1954: Nicolas de Staël
- 1954: Alberto Giacometti und Mario Giacometti
- 1954: Jean Arp
- 1954: Miro chez Mourlot
- 1955: Pierre Soulages
- 1957: Marc Chagall
- 1957: Maria Helena Vieira da Silva
- um 1960: Pierre Soulages dans son atelier
- 1960: Bram van Velde
- 1961: Le Corbusier
- 1968: Victor Vasarely
- ???: Germaine Richier
- ???: Riopelle
- ???: Magnelli
- ???: Victor Brauner

Schriften und Fotobände:
- mit Jean-Louis Valas: Ponts de Paris. Editions Albin Michel, Paris 1951.
- Ronde de Nuits, Rêves et photographies par Denise Colomb. Fata Morgana, Fontfroide 1994.
- mit Jean-Claude Lemagny: Portraits. Editions La Manufacture, Lyon 1996.
- Instantanés. La Chambre Editeur, 1999, ISBN 2-913925-00-6.
- Vagabondages, errance de la mémoire. Filigranes Editions, Paris 2002.